# 紅斑美鳳蝶
紅斑美鳳蝶（学名：Papilio rumanzovia），又名紅斑美鳳蝶、基紅鳳蝶、紅斑甌蝶、紅基鳳蝶，为鳳蝶科鳳蝶屬下的一个种，分布於臺灣南部、菲律賓與印尼的巴都群島、塔勞群島和桑義赫群島。
此物種由約翰·弗里德里希·馮埃施朔爾茨以尼古拉斯·魯曼佐夫（Nicholas Rumanzow）命名，後者為俄羅斯帝國的首相。此蝶傳統上被視為獨立物種，而非Papilio deiphobus的亞種，儘管現今仍有部分人偏好前者分類法。

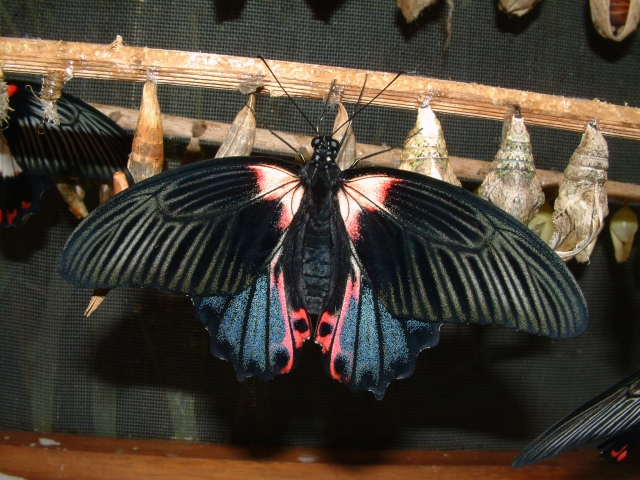

此蝶翅膀展距為120–140毫米。雄蝶與Papilio ascalaphus雄蝶相似，但無尾狀突起，且翅膀腹面有大片紅斑；雌蝶則在翅膀正反兩面均有明顯紅色斑紋。

## 《賽茨圖鑑》描述
P. rumanzovia Eschsch.（krusensternia Eschsch., florida Godt., amalthion Bdv., ciris Fruhst., spinturnix Fruhst.）無尾，但第3徑脈具明顯鋸齒；兩翅腹面具大而鮮紅的基部斑塊，後翅之次緣與近緣斑亦為耀眼紅色。
雄蝶前翅為黑色，前緣至翅端有淡藍灰色條紋，其中前方條紋大多延伸至翅室；後翅脈間有寬廣藍灰雙條，構成一條極寬的帶狀紋，內緣略呈S形彎曲。後翅腹面前端紅斑融合成鉤狀，後端紅斑形成環狀。有些雄蝶後翅背面肛角具紅環。
雌蝶前翅翅室與脈上具白灰條紋，特別是腹面更明顯。其形態有幾種變異：
- － 雌蝶型態一，female-f. semperinus Haase（26 c）：前翅幾乎與雄蝶同為深色，背面有一大紅色基斑，延伸至後翅形成一條與腹緣平行的紅帶；其餘後翅為黑色，帶有藍條，但縱向紅帶常呈白化且擴大，並伴隨數個近緣與次緣斑。

- － 第二型態為 female -f. rumanzovia Eschsch.（— descombesi Bdv.）（27 a）：前翅正反面之條紋至少部分為白色，後翅中央有一大片白區，從腹緣延伸至翅室；據Semper所述，此型態在菲律賓標本常見前翅背面具紅色基斑，而Siao、Sangir與Talaut群島的標本則常無此紅斑，或極小。有些標本白區縮小，後翅第4至6近緣斑極大且分離，呈紅白雙色，即為 female –f. eubalia 新型態（模式產自Siao）（48 c）。

幼蟲為綠色，前胸腫大，胸部具眼鏡狀帶紋，後方有一黃白色突起帶，與側面黃綠色縱帶連結；腹部具斜帶與一條不間斷的橫帶，尾端與肛節為白色；臭角為橙色。蛹形與大鳳蝶相似。
本種廣泛分布於菲律賓各島（如民都洛、呂宋、民答那峨等），以及北蘇拉威西以北之Siao、Sangir、Talaut群島，極為常見。曙鳳蝶（semperinus）型態的雌蝶酷似菲律賓曙鳳蝶，翅上的紅色縱帶模仿菲律賓曙鳳蝶的紅色腹部；但此型態亦出現於菲律賓曙鳳蝶未分布之Talaut群島。

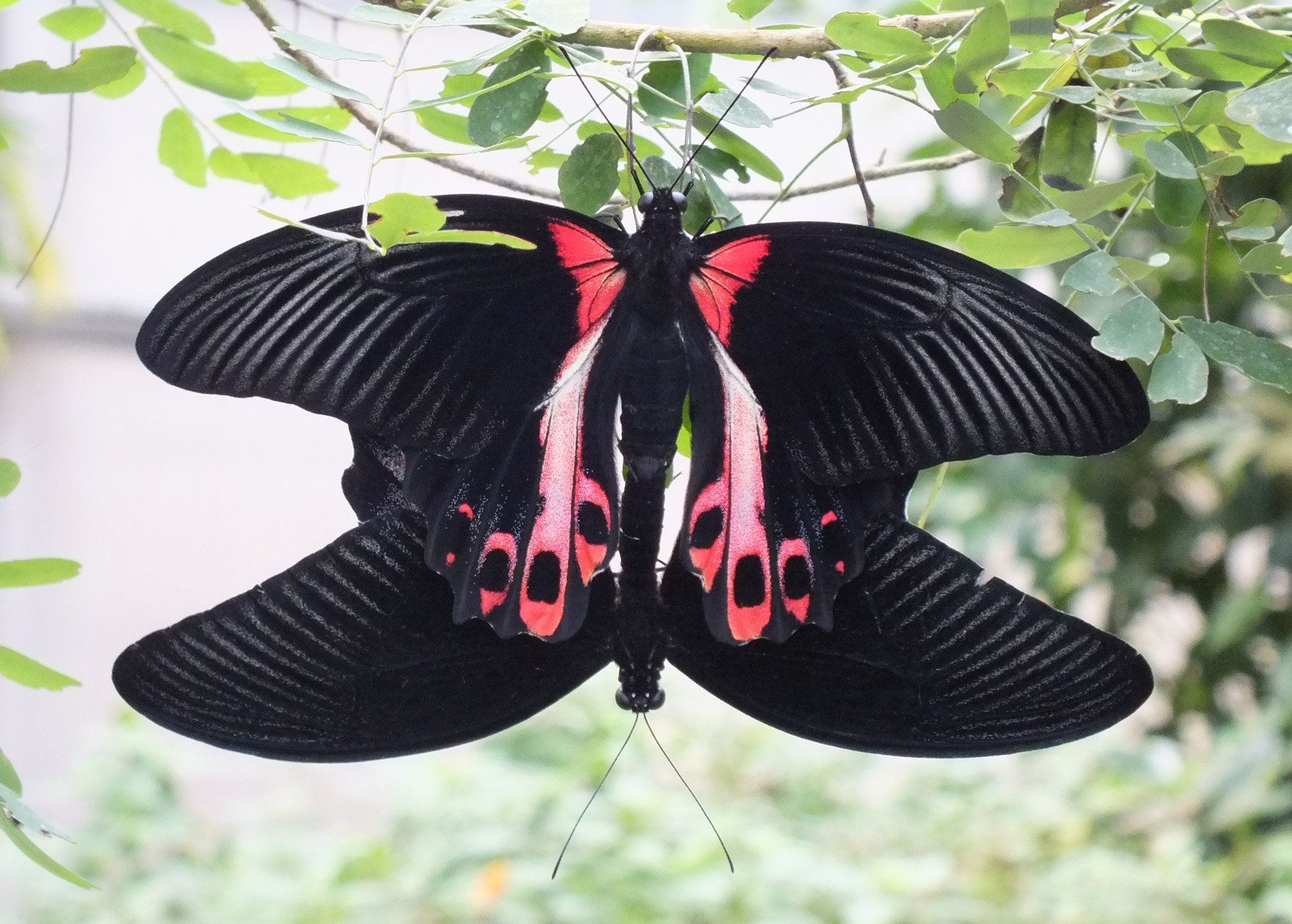
交尾中

幼蟲以柑橘屬屬植物為食。